# Hermenegild

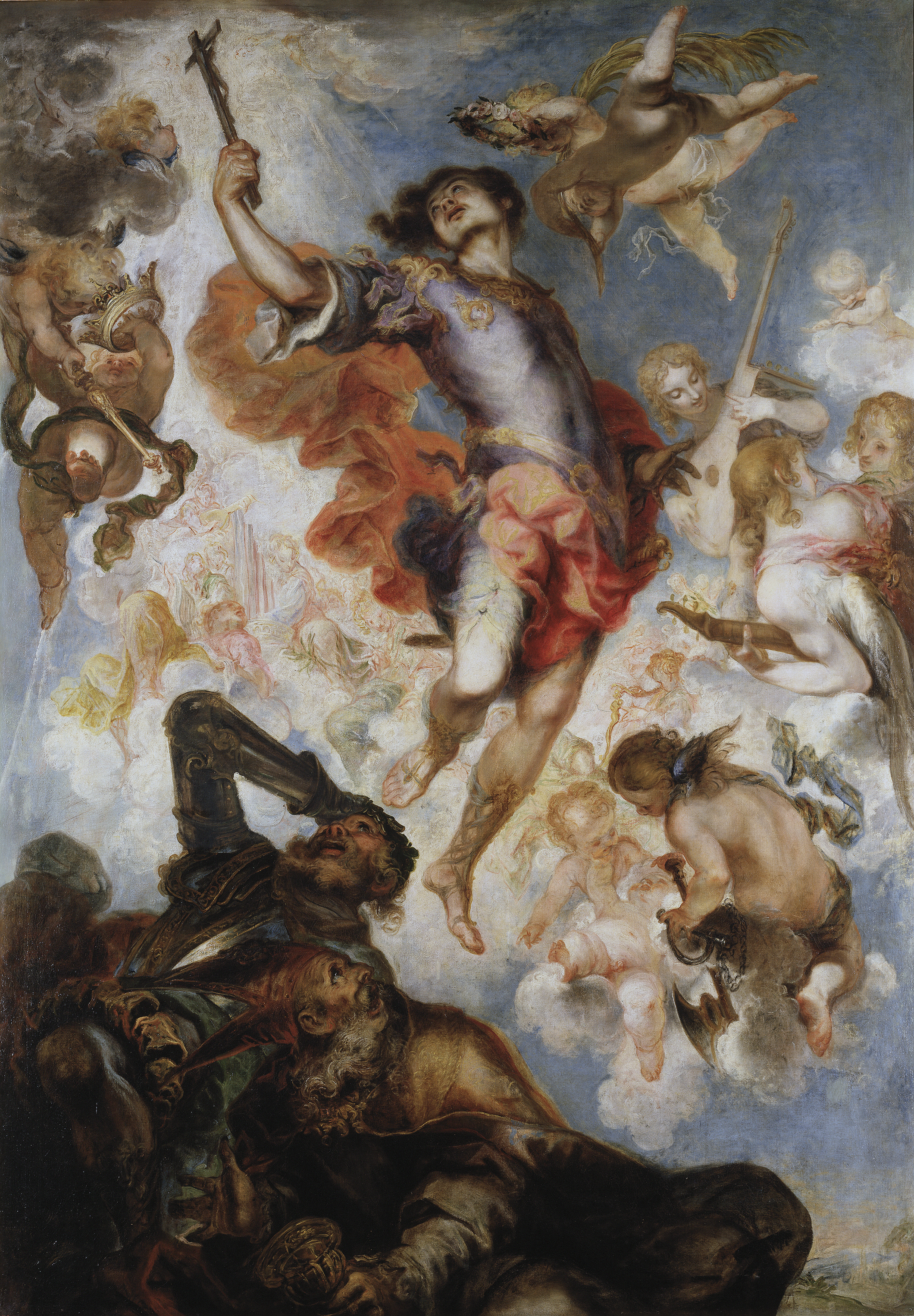
de Heilige Hermenegild

Hermenegild was een ariaanse Visigotische prins die rond het jaar 579 tot het katholicisme bekeerd werd door Leander van Sevilla en zo een gewapend conflict met zijn vader Leovigild uitlokte. De afvallige prins verschanste zich in Sevilla en werd na een belegering gevangengenomen en op 13 april 585 onthoofd.
Hermenegild werd heilig verklaard in 1585 en is de patroon van Sevilla, het Spaanse leger en de Orde van Sint-Hermanegildo. 
Reccared I en niet Hermenegild wat "rijk aan tributen" betekent, volgde koning Leovigild in 586 op. Zijn feestdag is op 13 april.